# 贾金锋
贾金锋（1966年3月—），江苏金湖人，中国物理学家，九三学社社员。1987年本科毕业于北京大学物理系。1992年获得北京大学博士学位。之后，他曾在日本与美国做研究，2001年回到中国后，历任中国科学院物理研究所研究员，清华大学教授，上海交通大学物理与天文学院副院长、讲席教授、凝聚态研究所所长，是李政道研究所拓扑超导量子计算实验平台负责人，上海交通大学低维物理与界面工程实验室学术领导。2022年8月，出任南方科技大学代理副校长。
1997年，贾金锋获颁国家教育委员会科技进步一等奖。2000年，他成为中国科学院“百人计划”获得者。他荣获2001-2002年中国科学院“重大创新贡献团队”奖。2003年，他當選為国家杰出青年，又获得北京市科学技术奖一等奖。翌年，国家自然科学二等奖（第三获奖人）；2005年，中国科学院赠与杰出科技成就集体奖。2009年，他被遴選为国家教育部“长江学者”。2011年，他是国家自然科学二等奖的第一获奖人。同年，他荣获香港求是科技基金会的“杰出科技成就集体奖”2013年，他获颁全球华人物理学会“亚洲成就奖”。
2016年6月22日，《物理評論快報》發佈重要物理成果，賈金鋒的科研團隊，在拓扑超导体涡旋中，成功觀測到表現马约拉纳费米子物理行為的準粒子。這種準粒子的反粒子與自己相同。2021年當選中国科学院院士。